# John Mars (Wirtschaftswissenschaftler)
John Mars, bis 1925 Hans Materschläger, dann Hans Mars, Pseudonym Rudolf Gessner (geboren 18. Mai 1898 in Untersiebenbrunn bei Wien, Österreich-Ungarn; gestorben 17. September 1985 in Baden bei Wien) war ein österreichischer Wirtschaftswissenschaftler.

## Leben und Tätigkeit
Mars studierte zunächst in Wien und dann in England an der Universität Bristol. Ab dem Wintersemester 1925/1926 war er an der Rechtswissenschaftlichen Fakultät der Universität Wien eingeschrieben, wo er 1931 auch promovierte.
Ab 1926 war Mars bei der Kammer für Arbeiter und Angestellte für Wien beschäftigt, wo er u. a. als Referent für Arbeitswissenschaft und Betriebsrationalisierung tätig war. Diese Arbeit unterbrach er in den Jahren 1931 und 1932 für einen aus Mitteln der Rockefeller-Foundation finanzierten Studienaufenthalt an der University of Chicago. Mars, der Mitglied der Sozialdemokratischen Arbeiterpartei war, verlor seine Stellung bei der Kammer einige Monate nach dem Ausbruch des österreichischen Bürgerkriegs im Juni 1934. Noch im selben Jahr emigrierte er nach Großbritannien.
In Großbritannien konnte Mars zunächst keine gesicherte Position erreichen. Bis 1935 bekleidete er, erneut von der Rockefeller-Foundation finanziert, eine Assistentenstelle an der University of Birmingham.
Die Jahre zwischen 1937 und 1944 verbrachte Mars an der Universität Oxford – bis 1940 als Research Student am New College. 1941 lehrte er als Tutor in den Fächern Economics and Statistics an verschiedenen Colleges, bevor er eine Stelle als Senior Lecturer am Nuffield College antreten konnte. 1946 erhielt er eine Lecturer-Stelle am Trinity College Dublin. 1948 wechselte er als Senior Lecturer an die Universität Leeds.
Von 1949 bis 1962 hatte Mars die Stellung eines Reader in Economics an der Universität Manchester. Anfang 1962 kehrte er nach Österreich zurück und arbeitete bis 1970 für die Vereinten Nationen als Regional Adviser in verschiedenen afrikanischen Staaten sowie als leitender Mitarbeiter des Instituts für Entwicklung und Planung in Afrika.
Vor seiner Emigration befasste Mars sich mit sozialpolitischen Themen auf volks- und betriebswirtschaftlicher Ebene und mit Problemen der Arbeitsorganisation, denen er sich aus gewerkschaftlicher Warte annäherte. 1930 publizierte er im Archiv für Sozialwissenschaft und Sozialpolitik einen ausführlichen Besprechungsaufsatz zu P.H. Douglas’ Studie Wages and the Family, in dem er den Entwurf eines amerikanischen Mindestlohnsystems erörtert, dessen Kern die Idee der Etablierung von Lohnzuschlägen an Arbeitnehmer in Abhängigkeit ihres Familienstandes und ihrer Familiengröße war. In einem solchen Ausgleichsfonds erblickte er jedoch die Gefahr der Schwächung der Macht der Gewerkschaften, weshalb er stattdessen die Forderung einer paritätischen Besetzung des Fonds mit Vertretern der Arbeitgeber- und Arbeitnehmerseite erhob.
In einem Vortrag über die Haltung der Gewerkschaften gegenüber Maßnahmen der einzelbetrieblichen Sozialpolitik im Jahr 1930 untersuchte Mars die Motive der Arbeitgeber betriebliche Sozialleistungen zu gewähren. In diesem Kontext ging er u. a. der Frage nach, ob die Arbeitnehmer über Kapital und Gewinnbeteiligungen mit dem kapitalistischen Wirtschaftssystem ausgesöhnt werden könnten und ob diese Arbeitnehmerbeteiligungen eine geeignete Ergänzung der Lohnpolitik darstellen würden. Ferner legte er die formalen und materiellen Elemente betrieblicher Sozialleistungen dar und bekundete die Überzeugung, dass eine soziale Betriebspolitik dazu führe, dass Leistungen gesteigert und vermeidbare Produktionsausfälle vermieden würden.
Mit dem dreibändigen Werk Gewerkschaftliches Handbuch des Akkordwesens legte Mars 1931 die erste systematische, von gewerkschaftlicher Seite verfasste Arbeit auf diesem Gebiet vor. Er versuchte mit dieser umfassenden Darstellung der ökonomischen und restlichen Aspekte des Akkordlohns, der Details der Normzeit- und Verdienstberechnung sowie durch eine neue Begriffssystematik die Gewerkschaftsparole „Akkorlohn ist Mordlohn“ zu überwinden und zu objektivieren. Darüber hinaus formulierte er in den jeweiligen Kapiteln Vertragsbestimmungen vor, die den mit Fragen des Akkordwesens befassten Arbeitnehmervertretern als Verhandlungsgrundlagen dienen konnten.
In seinem Emigrationsland Großbritannien fand Mars keinen Anschluss an die dortige Gewerkschaftsbewegung. Stattdessen beschäftigte er sich während seiner Jahre dort verstärkt mit konsumökonomischen Themenstellungen, war jedoch infolge des Zwangs sich ständig in neue Aufgabengebiete einzuarbeiten nur in geringem Maße publizistisch tätig. In einem Aufsatz über „Credit Costs and Redemption Practices in Hire Purchase“ (1956) befasste er sich mit der zunehmenden Bedeutung von Ratenkrediten beim Kauf langlebiger Konsumgüter. Er kritisiert die für die Konsumenten undurchsichtigen Geschäftspraktiken der Teilzahlungsbanken und empfahl als letztes Mittel gegen sittenwidrige Ratenkreditverträge Konsumentenstreiks.
Nach seiner Rückkehr nach Österreich wandte er sich einem neuen Arbeitsgebiet, der Entwicklungsländerforschung zu. 1965 verfasste er für die Wirtschaftskommission der UN für Afrika einen Bericht über die ökonomischen Rahmenbedingungen der Industrialisierung in Israel. Zwei Jahre später legte er mit seinem Buch Afrikanische Wirtschaftsintegration eine Analyse über die Möglichkeiten zur Gestaltung einer neuen Entwicklungspolitik in Afrika vor, die über eine rein ökonomische Perspektive hinausging und insbesondere den politischen Konstellationen in der Zeit des Kalten Krieges Rechnung trug.
Zentrale Punkte des von ihm vorgeschlagenen „Aktionsprogramms“, das in einigen Punkten als Vorläufer des 1980 veröffentlichten Berichts der von W. Brandt geleiteten Nord-Süd-Kommission gelten kann, bildeten (l) die Umgestaltung der Wirtschaftsstruktur im Wirtschaftlichen und industriellen Sektor sowie der Ausbau der Infrastruktur, (2) die Umkehr des Prozesses der absoluten wie der relativen Verarmung u. a. durch Maßnahmen der Einkommensumverteilung und verstärkte Entwicklungshilfeleistungen der Industriestaaten, (3) die Verringerung des Bevölkerungswachstums als Grundlage für die Beseitigung der Arbeitslosigkeit sowie (4) die horizontale und vertikale Wirtschaftsintegration, d. h. den Ausbau der Handelsverflechtungen sowohl in Süd-Süd als auch in Nord-Süd-Richtung.
Infolge seines fortgeschrittenen Alters konnte Mars auf dem Gebiet der Entwicklungsökonomie nach dieser Publikation keine größere wissenschaftliche Wirkung mehr entfalten.

## Schriften
- „Der Familienlohn“, in: Archiv für Sozialwissenschaft und Sozialpolitik, Bd. 64, Tübingen 1930, S. 179-l89.
- A Report to the Executive Secretary on Investigations Into the Economics and the Institutional Framework of Industrialization in Israel, 1965.
- Afrikanische Wirtschaftsintegration: Tatsachen und Perspektiven, 1967.
- Population Explosion, Unemployment, Inflation, Growth of Real Income Per Head and Its Unequal Distribution in Africa: An Essay in the Formulation of Some Indispensable Government Policies for Accelerated Development, 1971.